# Браніште (Філіаші, Долж)
Браніште (рум. Braniște) — село у повіті Долж в Румунії. Адміністративно підпорядковане місту Філіаші.
Село розташоване на відстані 202 км на захід від Бухареста, 37 км на північний захід від Крайови.

## Населення
За даними перепису населення 2002 року у селі проживали 107 осіб, усі — румуни. Усі жителі села рідною мовою назвали румунську.